# 1999 v loďstvech
Tento článek obsahuje významné události v oblasti loďstev v roce 1999.

## Lodě vstoupivší do služby
- 20. března –  USS Porter (DDG-78) – torpédoborec třídy Arleigh Burke[1]

- 19. dubna –  Skjold (P960) – raketový člun třídy Skjold

- 24. dubna –  USS Higgins (DDG-76) – torpédoborec třídy Arleigh Burke[2]

- 2. června –  Mysore (D 62) – torpédoborec třídy Delhi[3]

- 10. července –  HMAS Waller (SSG 75) – ponorka třídy Collins

- 4. srpna –  USNS Fisher (T-AKR 301) – transportní loď třídy Bob Hope

- 30. září –  PNS Shujaat – raketový člun třídy Jalalat II[4]

- 23. října –  USS O'Kane (DDG-77) – torpédoborec třídy Arleigh Burke[5]

- 10. prosince –  HMNZS Te Mana (F111) – fregata třídy Anzac

- 27. listopadu –  HMS Vengeance (S31) – raketonosná ponorka třídy Vanguard

- prosinec –  Tapajó (S 33) – ponorka třídy Tupi (typ 209)

- 15. prosince –  LÉ Róisín (P51) – oceánská hlídková loď třídy Róisín